# ازدواج همجنس در ویسکانسین
ازدواج همجنس‌گرایان در ویسکانسین در ۶ ژوئن ۲۰۱۴ و پس از آنکه قاضی فدرال، باربارا کراب ممنوعیت ازدواج همجنس‌گرایان در ویسکانسین را برخلاف قانون اساسی ایالات متحده آمریکا دانست، به مدت یک هفته در برخی از شهرستان‌های ایالت اجرا شد. قاضی فدرال، در ۱۳ ژوئن ۲۰۱۴ تصمیم خود را موقتاً متوقف کرد تا به اعتراض دادستان کل ایالت رسیدگی شود.

## تاریخچه
شهروندان ویسکانسین در سال ۲۰۰۶ با شرکت در یک همه‌پرسی با اکثریت ۵۹ درصدی، به تعریف ازدواج به‌عنوان پیوندی میان یک زن و یک مرد رأی مثبت دادند. در ۶ ژوئن ۲۰۱۴ قاضی فدرال، باربارا کراب ممنوعیت ازدواج همجنس‌گرایان را برخلاف قانون اساسی آمریکا دانست اما مجاز بودن یا نبودن مراکز ثبت ازدواج برای ثبت ازدواج زوج‌های همجنس‌گرا را مشخص نکرد. بنابراین مراکز ثبت ازدواج در ۶۰ شهرستان به ثبت ازدواج زوج‌های همجنس پرداختند و ۱۲ شهرستان دیگر از اینکار امتناع ورزیدند.
در ۹ ژوئن ۲۰۱۴ دادستان کل ویسکانسین دادخواستی را برای متوقف کردن ازدواج همجنس‌گرایان در ایالت به دادگاه استیناف حوزه هفتم ایالات متحده آمریکا در شیکاگو تسلیم نمود.
در ۱۳ ژوئن ۲۰۱۴ قاضی فدرال، باربارا کراب حکم پیشین خود را تا زمان رسیدگی به اعتراض به حالت تعلیق درآورد. او اعلام کرد که شادی را بر چهره زوج‌های ازدواج‌کرده دیده است و متوقف کردن آن هرچند که موقت باشد، برایش سخت است. فعالان حقوق همجنس‌گرایان تصمیم او را ناامیدکننده نامیدند. در این میان حدود ۶۰۰ زوج همجنس موفق به ثبت ازدواج‌هایشان در مدت یک هفته‌ای پس از حکم دادگاه شده بودند. اما قاضی وضعیت اعتبار آن ازدواج‌ها را مشخص نکرد.